# Israel Broussard
Isaiah Israel Broussard (/ˈbruːsɑːrd/; Gulfport, Misisipi, 22 de agosto de 1994) es un actor estadounidense, más conocido por interpretar a Marc Hall en la película de Sofia Coppola The Bling Ring (2013), a Carson Taft en Perfect High (2015), y a Jack en H8RZ (2015).

## Primeros años
Es hijo de Angela (née Clapp)  una consultora de cosméticos Mary Kay, y Lawrence Clayton Adams (1957–1999), que falleció cuando Broussard tenía 4 años. Creció en Saucier, Mississippi por su madre y padrastro, Gil Broussard, un programador de computadoras, que luego lo adoptó y a su hermana mayor, Aubrey. Tiene un medio hermano más joven, Keller, del nuevo matrimonio de su madre. Broussard asistió a la escuela pública para su educación primaria, pero después de que el Huracán Katrina golpeara su ciudad natal, comenzó a estudiar en casa.

## Carrera
Broussard tuvo pequeñas apariciones en Flipped y The Chaperone, antes de conseguir el papel de Marc Hall en la película The Bling Ring, coprotagonizada por Taissa Farmiga, Katie Chang y Emma Watson. Broussard obtuvo apreciación por su interpretación de Marc, un personaje inspirado en la vida real en Nick Prugo.
En 2013, Broussard protagonizó junto a Lily Collins y Ashley Rickards en el vídeo musical de M83 en la canción "Claudia Lewis". Broussard luego fue elegido para interpretar en la película original de Lifetime Perfect High, junto a Bella Thorne. El film también es protagonizada por Daniela Bobadilla y Ross Butler, y fue estrenada el 27 de junio de 2015. Él luego interpretó a Spice, con Nicholas Braun y Zoey Deutch, en la comedia Good Kids.
Broussard interpretó a Carter Davis en la película de terror de Christopher B. Landon Feliz día de tu muerte, y tendrá un papel principal en la película de invasión extraterrestre Extinction. También interpretó a Josh Sanderson en la adaptación cinematográfica de la novela romántica para jóvenes adultos de Jenny Han, A todos los chicos de los que me enamoré, dirigida por Susan Johnson.

## Filmografía

### Cine
| Año  | Título                            | Rol                   | Notas |
| ---- | --------------------------------- | --------------------- | ----- |
| 2010 | Flipped                           | Garrett               |       |
| 2011 | The Chaperone                     | Josh                  |       |
| 2013 | The Bling Ring                    | Marc Hall             |       |
| 2014 | Earth to Echo                     | Cameron               |       |
| 2015 | H8RZ                              | Jack                  |       |
| 2015 | Jack of the Red Hearts            | Robert Adams          |       |
| 2016 | Good Kids                         | Mike "Spice" Jennings |       |
| 2017 | Say You Will                      | Bobby Nimitz          |       |
| 2017 | Happy Death Day                   | Carter Davis          |       |
| 2018 | Extinction                        | Miles                 |       |
| 2018 | To All the Boys I've Loved Before | Josh Sanderson        |       |
| 2019 | Happy Death Day 2U                | Carter Davis          |       |
| 2021 | Fear of Rain                      | Caleb                 |       |

### Televisión
| Año  | Título                  | Rol              | Notas                           |
| ---- | ----------------------- | ---------------- | ------------------------------- |
| 2010 | Romantically Challenged | Justin Thomas    | 2 episodios                     |
| 2013 | Sons of Anarchy         | Joey Noone       | Episodio: "Sweet and Vaded"     |
| 2015 | Perfect High            | Carson Taft      | Película para televisión        |
| 2016 | Fear the Walking Dead   | James McCalister | 2 episodios                     |
| 2019 | Into the Dark           | Spencer          | Episodio: "All That We Destroy" |

### Vídeos Musicales
| Año  | Título          | Artista(s) |
| ---- | --------------- | ---------- |
| 2013 | "Claudia Lewis" | M83        |